# Calophya mammifex
Calophya mammifex (лат.) — вид мелких полужесткокрылых насекомых рода Calophya из семейства Calophyidae.

## Распространение
Встречаются в Неотропике (Чили).

## Описание
Мелкие полужесткокрылые насекомые. Внешне похожи на цикадок, задние ноги прыгательные. Голова и тело тёмно-коричневые. Щёчные выступы беловатые. Ноги охристые с более тёмными пятнами. Передние крылья светлые, прозрачные, жилки коричневые, передний край тёмно-коричневый. Молодые экземпляры зеленоватые или желтоватые, с возрастом постепенно темнеют. Передняя часть темени покрыта щетинками, длина которых примерно равна расстоянию между ними; щёчные отростки длинные, тонкие, посередине прилегают друг к другу. Передние крылья овальные, наиболее широкие в середине или в вершинной трети, неправильно закруглены на вершине; поверхностные шипики, кроме основания, отсутствуют. Передние перепончатые крылья более плотные и крупные, чем задние; в состоянии покоя сложены крышевидно. Лапки имеют 2 сегмента. Антенны короткие, имеют 10 сегментов. Голова широкая как переднеспинка.
Взрослые особи и нимфы питаются, высасывая сок растений. В основном связаны с растениями рода шинус (Schinus) семейства анакардиевые: Schinus latifolius, Schinus polygamus, Schinus velutinus. Вид был впервые описан в 2000 году швейцарским колеоптерологом Даниэлем Буркхардтом (Naturhistorisches Museum, Базель, Швейцария) и его коллегой Ивом Бассетом (Smithsonian Tropical Research Institute, Панама).